# Olympische Sommerspiele 1924/Teilnehmer (Frankreich)
| Gelbes Symbol für Goldmedaillen mit stilisierten Olympischen Ringen | Graues Symbol für Silbermedaillen mit stilisierten Olympischen Ringen | Braundes Symbol für Bronzemedaillen mit stilisierten Olympischen Ringen |
| ------------------------------------------------------------------- | --------------------------------------------------------------------- | ----------------------------------------------------------------------- |
| 13                                                                  | 15                                                                    | 10                                                                      |

Frankreich nahm an den Olympischen Sommerspielen 1924 in Paris mit einer Delegation von 401 Athleten (370 Männer und 31 Frauen) an 128 Wettkämpfen in 20 Wettbewerben teil.
Die französischen Sportler gewannen 13 Gold-, 15 Silber- und 10 Bronzemedaillen. Die meisten Medaillen gewann der Fechter Roger Ducret, der dreifacher Olympiasieger wurde und sich darüber hinaus zwei Silbermedaillen sicherte. Fahnenträger bei der Eröffnungsfeier war der Leichtathlet Géo André.

## Teilnehmer nach Sportarten

### Boxen
- Roger Brousse
- Jean Ces
Bronze  Bantamgewicht
- Daniel Daney
- Marcel Depont
- Georges Doussot
- René Dubois
- Robert Foquet
- Georges Galinat
- Georges Gourdy
- Jacques Lemouton
- Charles Peguilhan
- Georges Rossignon
- Richard Savignac
- Henri Stuckmann
- Jean Tholey
- Yvon Trèvédic

### Fechten
- Georges Buchard
Gold  Degen-Mannschaft
- Philippe Cattiau
Silber  Florett
Gold  Florett-Mannschaft
- Georges Conraux
- Gaston Cornereau
- Jacques Coutrot
Gold  Florett-Mannschaft
- Roger Ducret
Gold  Florett
Silber  Degen
Silber  Säbel
Gold  Degen-Mannschaft
Gold  Florett-Mannschaft
- Armand Massard
- Marc Perrodon
- Henri de Saint Germain
- Jean-François Jannekeyn
- Lionel Lifschitz
- Maurice Taillandier
- Lucien Gaudin
Gold  Degen-Mannschaft
Gold  Florett-Mannschaft
- André Labatut
Gold  Degen-Mannschaft
Gold  Florett-Mannschaft
- Alexandre Lippmann
Gold  Degen-Mannschaft
- Robert Liottel
Gold  Degen-Mannschaft
- Georges Tainturier
Gold  Degen-Mannschaft
- Guy de Luget
Gold  Florett-Mannschaft
- Henri Jobier
Gold  Florett-Mannschaft
- Joseph Peroteaux
Gold  Florett-Mannschaft
- Michèle Bory
- Yvonne Conte
- Lucienne Prost
- Fernande Tassy

### Fußball
- 5. Platz
Jean Batmale
Édouard Baumann
Philippe Bonnardel
Jean Boyer
Pierre Chayriguès
Édouard Crut
Jules Dewaquez
Marcel Domergue
Raymond Dubly
Ernest Gravier
Paul Nicolas
Antoine Parachini

### Gewichtheben
- René Catalas
- Louis Dannoux
- Edmond Decottignies
Gold  Leichtgewicht
- André Delloue
- René Dupont
- Claudius Dutriève
- Roger François
- Alfred Louncke
- Maurice Martin
- Charles Rigoulot
Gold  Leichtschwergewicht
- André Rolet
- Raymond Suvigny
- Léon Vandeputte
- Pierre Vibert

### Kunstwettbewerbe
- H. Vincent
- Georges Villa
- Jean Verschneider
- Louis Tauzin
- Pierre Segond-Weber
- Lucien Seevagen
- Hélène Schwab
- René Roussel
- Marie Rosenfeld
- Paul Roger-Bloche
- Ernesta Robert-Mérignac
- Raymond Rivoire
- Paul Richer
- Pierre Richard-Willm
- J. Richard
- Camille Ravot
- Henri Jean Pontoy
- Paul Plument de Bailhac
- Pierre-Amédée Plasait
- André Planson
- Georges Pilley
- Henri Raphaël Moncassin
- Francisque Michot
- Yvonne Meley
- H. Masquillier Thiriez
- Alexandre Maspoli
- Lucien Marinier
- Paul Lorrette
- Jacques Lartigue
- Louise Amélie Landré
- Paul Landowski
- Raoul Lamourdedieu
- Albert Laisant
- Pauline Lacroix
- Raoul Josset
- Hervier
- Georges Halbout
- Maurice Guiraud-Rivière
- Jean Guinard
- R. M. A. Guimbert
- R. A. M. Guilmart
- Henri Guerbois
- Lionel Groulx
- Henri Léon Gréber
- A. Godinat
- Berthe Girardet
- Gerry
- Jacques Gazeau
- Édouard Fraisse
- Auguste Estrel
- Georges Engrand
- Édouard Drouot
- Henri Dropsy
- Joe Descomps
- Léon Auguste Derruau
- Louis Delapchier
- Henry de Montherlant
- Albert David
- France Darget Savarit
- Maurice Dambrun
- Alfred Cros
- Madeleine Cotty
- François Cogné
- A. Christory
- Félix Charpentier
- Marguerite Carpentier
- Maurice Busset
- Simone Boutarel
- Eugène Bourgoin
- Marcel Bouraine
- Henri Bouchard
- René Besserve
- Marcel Berger
- Raoul Bénard
- R. G. P. Baron
- S. Ardoin
- René Andrei
- Lucien Alliot
- Georges Achille-Fould
- Claude-Léon Mascaux
Bronze  Bildhauerkunst
- Charles Anthoine Gonnet
Bronze  Literatur
- Géo-Charles
Gold  Literatur

### Leichtathletik
- Louis Albinet
- Gilbert Allart
- Géo André
- Pierre Arnaudin
- Georges Baraton
- Camille Barbaud
- Édouard Barbazan
- Paul Béranger
- Henri Bernard
- Paul Bontemps
Bronze  3000 m Hindernis
- Maxime Bousselaire
- Armand Burtin
- Robert Chottin
- André Clayeux
- Henri Clermont
- Paul Couillaud
- Léon Courtejaire
- Maurice Deconninck
- François Decrombecque
- Emmanuel Degland
- Maurice Degrelle
- Francis Galtier
- Lucien Dolquès
Bronze  Querfeldeinlauf Mannschaft
- Paul Dufauret
- Édouard Dupiré
- Lucien Duquesne
- Robert Duthil
- Boughéra El-Ouafi
- Barthélémy Favodon
- Gaston Féry
- André Foussard
- Raymond Fritz
- Taka Gangué
- Mohammed Ghermati
- Maurice Grosclaude
- Marcel Guillouet
- Pierre Guilloux
- Albert Heisé
- Gaston Heuet
Bronze  Querfeldeinlauf Mannschaft
- Albert Amédée Isola
- Joseph Jackson
- Raymond Jamois
- René Jubeau
- Jean Keller
- André Lausseigh
Bronze  Querfeldeinlauf Mannschaft
- Henri Lauvaux
Bronze  Querfeldeinlauf Mannschaft
- Georges Leclerc
- Pierre Lewden
Bronze  Hochsprung
- Jean-Baptiste Manhès
- Robert Marchal
Bronze  Querfeldeinlauf Mannschaft
- Léonard Mascaux
- André Mourlon
- René Mourlon
- Marcel Muzard
- Taki N’Dio
- Maurice Norland
Bronze  Querfeldeinlauf Mannschaft
- Raoul Paoli
- Pierre Parrain
- Louis Philipps
- Daniel Pierre
- Robert Saint-Pé
- Ciré Samba
- Gabriel Sempé
- Guillaume Tell
- Maurice Vautier
- Georges Verger
- Roger Viel
- Louis Wilhelme
- René Wiriath
- Pierre Zaïdin

### Moderner Fünfkampf
- Guillaume de Tournemire
- René Dignon
- Ivan Duranthon
- Charles Jacques Le Vavasseur

### Polo
- 5. Platz
Pierre de Chapelle
Hubert de Monbrison
Charles de Polignac
Jules Macaire
Jean Pastré

### Radsport
- Armand Blanchonnet
Gold  Straße
Gold  Straße Mannschaft
- René Hamel
Bronze  Straße
Gold  Straße Mannschaft
- André Leducq
- Georges Wambst
Gold  Straße Mannschaft
- Lucien Choury
Gold  Bahn Tandem
- Jean Cugnot
Bronze  Bahn Sprint
Gold  Bahn Tandem
- Édouard Meunier
- Lucien Michard
Gold  Bahn Sprint
- René Guillemin
- René Hournon
- Maurice Renaud

### Reiten
- Michel Artola
- Michel Bignon
- Albert Bourcier
- Théophile Carbon
- Pierre Clavé
- Henri de Royer-Dupré
- Camille de Sartiges
- Jean le Vavasseur
- Xavier Lesage
Bronze  Dressur
- Léon Saint-Fort Paillard
- Louis Rigon
- Robert Wallon

### Ringen
- J. Baillot
- Jules Bouquet
- Edmond Dame
- Calixte Delmas
- Gaston Ducayla
- Raymond Durr
- G. Fichu
- Maurice Guinard
- Étienne Jourdain
- Marcel Kappeler
- Émile Pouvroux
- Marcel Dupraz
- Georges Appruzèze
- Jean Baumert
- Paul Bonnefont
- Marcel Capron
- Émile Clody
- Henri Deglane
Gold  griechisch-römisch, Schwergewicht
- Jean Domas
- Théo Kueny
- Georges Metayer
- Paul Parisel
- René Rottenfluc

### Rudern
- Marc Detton
Silber  Doppelzweier
- Maurice Monney-Bouton
Silber  Zweier ohne Steuermann
- Georges Piot
Silber  Zweier ohne Steuermann
- Jean-Pierre Stock
Silber  Doppelzweier
- Eugène Constant
Silber  Vierer mit Steuermann
- Marcel Lepan
Silber  Vierer mit Steuermann
- Raymond Talleux
Silber  Vierer mit Steuermann
- Albert Bonzano
- Henri Bonzano
- Jean Camuset
- Théo Cremnitz
- Marcel Lepan
- Louis Gressier
Silber  Vierer mit Steuermann
- Georges Lecointe
Silber  Vierer mit Steuermann
- M. Baudechon
- J. Bétout
- Louis Carlier
- Michel Fourny
- Henri Gatineau
- André Lancelot
- Henri Menard
- André Oriol
- Fernand Oriol

### Rugby
- Silber 
René Araou
Jean Bayard
Louis Béguet
André Béhotéguy
Alexandre Bioussa
Étienne Bonnes
Adolphe Bousquet
Aimé Cassayet-Armagnac
Clément Dupont
Albert Dupouy
Jean Etcheberry
Henri Galau
Gilbert Gérintès
Raoul Got
Adolphe Jauréguy
René Lasserre
Marcel-Frédéric Lubin-Lebrère
Étienne Piquiral
Jean Vaysse

### Schießen
- Marcel Adelon
- Georges Bordier
- André Chauvet
- Pierre Coquelin de Lisle
Gold  Kleinkaliber liegend 50 m
- Albert Courquin
Silber  Freies Gewehr Mannschaft
- Arnaud de Castelbajac
- Georges de Crequi-Montfort
- André de Schonen
- Léon Deloy
- Jacques d’Imecourt
- Eugène Duflot
- Jules Mahieu
- Charles Riotteau
- Georges Roes
Silber  Freies Gewehr Mannschaft
- Émile Rumeau
Silber  Freies Gewehr Mannschaft
- Paul Colas
Silber  Freies Gewehr Mannschaft
- Pierre Hardy
Silber  Freies Gewehr Mannschaft
- Georges de Bordus
- Jean de Beaumont
- Louis de Bourbon-Busset
- Marcel de Lambertye
- René Texier

### Schwimmen
| Männer - Henri Bouvier - Maurice Ducos - Gustave Klein - Henri Padou - Georges Paulus - Salvator Pélégry - Jean Rebeyrol - Georges Vallerey senior - Emil Zeibig - Édouard Vanzeveren - Marius Zwiller - Guy Middleton | Frauen - Suzanne Kiffer-Porte - Ernestine Lebrun - Odette Monard - Gilberte Mortier - Mariette Protin - Lucienne Rouet - Alice Stoffel - Bienna Pélégry |

### Segeln
- Monotyp: in der Qualifikation ausgeschieden
André Michelet
- 6-m-Klasse: 5. Platz
Georges Herpin
Henri Louit
Édouard Moussié
- Bronze  8-m-Klasse
Louis Charles Breguet
Pierre Gauthier
Robert Girardet
André Guerrier
Georges Mollard

### Tennis
| Männer - Jean Borotra Bronze Doppel - Henri Cochet Silber Einzel Silber Doppel - Maurice Cousin - René Lacoste Bronze Doppel - Jacques Brugnon Silber Doppel | Frauen - Germaine Golding - Jeanne Vaussard - Julie Vlasto Silber Einzel - Marguerite Broquedis - Yvonne Bourgeois |

### Turnen
- Eugène Cordonnier
Silber  Mannschaftsmehrkampf
- Léon Delsarte
Silber  Mannschaftsmehrkampf
- François Gangloff
Silber  Seitpferdsprung
Silber  Mannschaftsmehrkampf
- Jean Gounot
Silber  Seitpferdsprung
Silber  Mannschaftsmehrkampf
- Arthur Hermann
Silber  Mannschaftsmehrkampf
- Alphonse Higelin
Bronze  Reck
Silber  Mannschaftsmehrkampf
- Joseph Huber
Silber  Mannschaftsmehrkampf
- Albert Séguin
Gold  Seitpferdsprung
Silber  Tauhangeln
Silber  Mannschaftsmehrkampf

### Wasserball
- Gold 
Albert Deborgies
Noël Delberghe
Robert Desmettre
Paul Dujardin
Albert Mayaud
Henri Padou
Georges Rigal

### Wasserspringen
| Männer - André Cochinal - Émile Dauvet - Georges Garreau - Antoine Jacob - Eugène Lenormand - Paul Raeth - Étienne Vincent - Raymond Vincent - Rémi Weil | Frauen - Eugénie Briollet - Louise Lenormand - Suzanne Raeth |